# Топлотни мотор
Топлотни мотор је погонска машина која за производњу рада користи топлотну енергију насталу сагоревањем горива. То се остварује тако што се радна супстанца доведе са стања више температуре на стање ниже температуру. Извор топлоте генерише топлотну енергију која радну супстанцу доводи у стање високе температуре. Радна супстанца генерише рад у радном телу мотора док преноси топлоту на хладнији топлотни резервоар док се не достигне стање ниске температуре. Током овог процеса део топлотне енергије се претвара у рад коришћењем својстава радне супстанце. Радна супстанца може бити било који систем топлотног капацитета различитог од нуле, али обично је то гас или течност. Током овог процеса, нешто топлоте се обично губи у околину и не претвара се у рад. Такође, део енергије је неупотребљив због трења и отпора.
Генерално, мотор претвара енергију у механички рад. Топлотни мотори се разликују од других типова мотора по томе што је њихова ефикасност суштински ограничена Карноовом теоремом. Иако ово ограничење ефикасности може бити препрека, предност топлотних мотора је то што се већина облика енергије може лако претворити у топлоту процесима као што су егзотермне реакције (као што је сагоревање), нуклеарна фисија, апсорпција светлости или енергетских честица, трење, дисипација и отпор. Пошто се извор топлоте који снабдева мотор топлотном енергијом може напајати практично било којом врстом енергије, топлотни мотори покривају широк спектар примена.
Топлотни мотори се често мешају са циклусима које они настоје да имплементирају. Обично се термин „мотор“ користи за физички уређај, а „циклус“ за моделе.

## Преглед
У термодинамици, топлотни мотори се често моделују коришћењем стандардног инжењерског модела као што је Отов циклус. Теоријски модел се може побољшати и допунити стварним подацима из оперативног мотора, користећи алате као што је дијаграм индикатора. Пошто врло мало стварних имплементација топлотних мотора тачно одговара њиховим основним термодинамичким циклусима, могло би се рећи да је термодинамички циклус идеалан случај механичког мотора. У сваком случају, потпуно разумевање мотора и његове ефикасности захтева добро разумевање (могуће поједностављеног или идеализованог) теоријског модела, практичних нијанси стварног механичког мотора и неслагања између њих.
Уопштено говорећи, што је већа разлика у температури између топлог извора и хладног понора, већа је потенцијална топлотна ефикасност циклуса. На Земљи, хладна страна било ког топлотног мотора је ограничена на температуру околине, или не много ниже од 300 келвина, тако да се већина напора да се побољша термодинамичка ефикасност различитих топлотних мотора фокусира на повећање температуре извора, унутар граница материјала. Максимална теоријска ефикасност топлотног мотора (коју ниједан мотор никада не постиже) једнака је температурној разлици између топлог и хладног краја подељеној са температуром на топлом крају, при чему је свака изражена у апсолутној температури.
Ефикасност различитих топлотних мотора који се данас разматрају или користе има велики распон:
- 3%[4] (97 процената отпадне топлоте користећи топлоту ниског квалитета) за предлог океанске енергије за конверзију топлотне енергије океана (OTEC)
- 25% за већину аутомобилских бензинских мотора[5]
- 49% за суперкритичну електрану на угаљ као што је електрана Аведоре
- 60% за комбиновану гасну турбину[6]

Ефикасност ових процеса је отприлике пропорционална паду температуре. Значајну енергију може конзумирати помоћна опрема, као што су пумпе, које ефективно смањују ефикасност.

## Примери
Важно је напоменути да иако неки циклуси имају типично место сагоревања (унутрашње или спољашње), они се често могу применити са другим. На пример, Џон Ериксон је развио спољни грејани мотор који ради по циклусу веома сличном ранијем дизел циклусу. Поред тога, мотори са спољним грејањем се често могу имплементирати у отвореним или затвореним циклусима. У затвореном циклусу радна течност се задржава у мотору по завршетку циклуса, док се у отвореном циклусу радна течност или размењује са околином заједно са производима сагоревања у случају мотора са унутрашњим сагоревањем или се једноставно испушта у животну средину у случају мотора са спољним сагоревањем као што су парне машине и турбине.

### Свакодневни примери
Свакодневни примери топлотних мотора укључују термоелектрану, мотор са унутрашњим сагоревањем, ватрено оружје, фрижидере и топлотне пумпе. Електране су примери топлотних мотора који раде у смеру напред у коме топлота тече из врућег резервоара у хладни резервоар да би произвела рад као жељени производ. Фрижидери, клима уређаји и топлотне пумпе су примери топлотних мотора који раде у обрнутом смеру, односно користе рад да би узели топлотну енергију на ниској температури и подигли њену температуру на ефикаснији начин од једноставног претварања рада у топлоту (било кроз трење или електрични отпор). Фрижидери уклањају топлоту из термички затворене коморе на ниској температури и одводе отпадну топлоту на вишој температури у околину, а топлотне пумпе узимају топлоту из окружења ниске температуре и 'испуштају' је у термички затворену комору (кућу) на вишој температури.
Уопштено говорећи, топлотни мотори користе термичка својства повезана са ширењем и компресијом гасова у складу са гасним законима или особинама повезаним са фазним променама између гасног и течног стања.

### Земљина топлотна машина
Земљина атмосфера и хидросфера — Земљин топлотни мотор — су повезани процеси који константно изједначавају неравнотеже соларног грејања кроз испаравање површинске воде, конвекцију, падавине, ветрове и циркулацију океана, при чему се топлота дистрибуира широм света.
Хадлиова ћелија је пример топлотног мотора. То укључује подизање топлог и влажног ваздуха у земљином екваторијалном региону и спуштање хладнијег ваздуха у суптропима стварајући термички вођену директну циркулацију, са последичном нето продукцијом кинетичке енергије.

## Подела
Према месту сагоревања горива, то јест месту ослобађања топлоте, топлотни мотори могу бити:
- мотори са спољашњим сагоревањем (ССС мотори), који се деле на
  - клипне (парна машина);
  - струјне (парна турбина);

- мотори са унутрашњим сагоревањем (СУС мотори), који се деле на:
  - клипне: 
    - ротационе, то јест моторе са обртним клиповима (Ванкелов мотор);
    - транслаторне (или линијске), то јест са осцилујућим клиповима. Назив клипни мотори означава ове моторе у ужем смислу, а користи се и назив класични клипни мотори. У ову групу спадају ото мотори и дизел-мотори, који могу бити двотактни и четворотактни.

  - струјне (гасна турбина, млазни и ракетни мотори);

## Побољшања
Инжењери су проучавали различите циклусе топлотног мотора како би побољшали количину корисног рада који би могли да извуку из датог извора енергије. Граница Карноовог циклуса се не може достићи ни са једним циклусом заснованим на гасу, али инжењери су пронашли најмање два начина да заобиђу то ограничење и један начин да се постигне боља ефикасност без кршења правила:
1. Повећање температурне разлике у топлотном мотору. Најједноставнији начин да се то уради је повећање температуре вруће стране, што је приступ који се користи у савременим гасним турбинама комбинованог циклуса. Нажалост, физичка ограничења (као што је тачка топљења материјала који се користе за израду мотора) и забринутост за животну средину у вези са производњом  ограничавају максималну температуру на радним топлотним моторима. Модерне гасне турбине раде на што је могуће вишим температурама у опсегу температура неопходних за одржавање прихватљивог излаза . Други начин повећања ефикасности је смањење излазне температуре. Један нови метод за то је коришћење мешаних хемијских радних флуида, а затим искоришћавање променљивог понашања смеша. Један од најпознатијих је такозвани Калина циклус, који користи мешавину амонијака и воде 70/30 као радну течност. Ова мешавина омогућава циклусу да генерише корисну снагу на знатно нижим температурама од већине других процеса.
2. Коришћење физичких својства радног флуида. Најчешћа таква експлоатација је употреба воде изнад критичне тачке, односно суперкритичне паре. Понашање течности изнад њихове критичне тачке се радикално мења, а са материјалима као што су вода и угљен-диоксид могуће је искористити те промене у понашању како би се остварила већа термодинамичка ефикасност из топлотног мотора, чак и ако користи прилично конвенционални Брајтонов или Ранкинов циклус. Новији и веома обећавајући материјал за такве примене је 2. 2 и ксенон су такође узети у обзир за такве примене, иако је  токсичан.
3. Коришћење хемијска својства радног флуида. Прилично нов и неуобичајен приступ је коришћење егзотичних радних течности са повољним хемијским својствима. Једна таква је азот диоксид (NO2), токсична компонента смога, који има природни димер као ди-азот тетраоксид. На ниској температури,  се компримује, а затим загрева. Повећање температуре узрокује да се сваки  молекул разложи на два молекула . Ово смањује молекулску тежину радног флуида, што драстично повећава ефикасност циклуса. Када дође до експанзије  у турбини, он се хлади у хладњаку, што га узрокује његову рекомбинацију у . Ово се затим враћа компресором у следећи циклус. Материје као што су алуминијум бромид, NOCl и  су испитане за такве употребе. До данас, њихови недостаци нису оправдали њихову употребу, упркос побољшању ефикасности која се може остварити.[10]